# Kungliga Musikaliska Akademiens Interpretpris
Kungl. Musikaliska akademiens Interpretpris delas ut till en artist eller ensemble på högsta konstnärliga nivå och som ses som en nyskapare på sitt instrument och/eller inom sin repertoar. Priset är på 100 000 kronor och delas numera ut vart annat år vid Kungl. Musikaliska akademiens Högtidssammankomst.

## Pristagare
- 2007 – Peter Mattei
- 2008 – Kungsbacka Pianotrio
- 2009 – Martin Fröst
- 2010 – Anna Larsson
- 2011 – Dan Laurin
- 2012 – Gunnar Idenstam
- 2013 – Nils-Erik Sparf
- 2014 – Stråktrion ZilliacusPerssonRaitinen (Cecilia Zilliacus, Johanna Persson och Kati Raitinen)
- 2016 – Torleif Thedéen
- 2018 – Ann Hallenberg
- 2020 – Håkan Hardenberger
- 2022 – Anna Petrini
- 2024 – Roland Pöntinen